# ابراهیما کونته (بازیکن فوتبال، زاده ۱۹۹۱)
ابراهیما کونته (انگلیسی: Ibrahima Conté؛ زادهٔ ۳ آوریل ۱۹۹۱) بازیکن فوتبال اهل گینه است.
از باشگاه‌هایی که در آن بازی کرده است می‌توان به باشگاه فوتبال اندرلشت، باشگاه فوتبال زولته وارخم، و باشگاه فوتبال خنت اشاره کرد.
وی همچنین در تیم ملی فوتبال گینه بازی کرده است.